# Quadraceps dominella
Quadraceps dominella är en insektsart som beskrevs av Günter Timmermann 1953. Quadraceps dominella ingår i släktet Quadraceps och familjen fjäderlöss. Inga underarter finns listade i Catalogue of Life.